# Les Kline
Lester Robert Kline (Orlando, 6 de abril de 1906 — Los Angeles, 22 de março de 1997) foi um animador, diretor e supervisor de produção americano.

## Biografia
Kline entrou na animação em 1930, quando foi contratado para trabalhar na Universal Cartoon Studios, onde o primeiro desenho que trabalhou foi The Prision Panic, da série Oswald the Lucky Rabbit. Em 1935, Kline, com o restante da equipe de Walter Lantz fundaram a Walter Lantz Productions. Permaneceu operando até um hiato do estúdio em 1949. Não se sabe aonde Les Kline esteve durante o período de 1950 e 1956, mas ele retornou ao estúdio para trabalhar no curta Niagara Fools (um desenho do Pica-Pau). Kline continuou no estúdio de Walter Lantz até 1971, quando foi demitido por conta de sua animação pobre e que não era sincronizada com a animação de Al Coe e seus colegas. Seu último trabalho no estúdio foi no curta How to Trap a Woodpecker (outro desenho do Pica-Pau). Por volta de 1987/88, foi recrutado pelos estúdios Disney para trabalhar no filme Oliver e Sua Turma.

## Morte
Les Kline faleceu em 22 de março de 1997, 16 dias antes de seu aniversário de 91 anos, aos 90 anos.